# Sárosd
Sárosd é uma vila da Hungria, situada no condado de Fejér. Tem 48,12 km² de área e sua população em 2019 foi estimada em 3.199 habitantes.